# Wereldkampioenschap superbike van Donington 2014
Het wereldkampioenschap superbike van Donington 2014 was de vijfde ronde van het wereldkampioenschap superbike en het wereldkampioenschap Supersport 2014. De races werden verreden op 25 mei 2014 op Donington Park in North West Leicestershire, Verenigd Koninkrijk.

## Superbike

### Race 1
De Bimota-coureurs werden niet opgenomen in de uitslag omdat hun motorfiets niet was gehomologeerd door de FIM.
| Pos | Nr | Rijder               | Constructeur | Rondes | Tijd                | Grid | Punten |
| --- | -- | -------------------- | ------------ | ------ | ------------------- | ---- | ------ |
| 1   | 1  | Tom Sykes            | Kawasaki     | 23     | 34:23.929           | 7    | 25     |
| 2   | 76 | Loris Baz            | Kawasaki     | 23     | +1.538              | 6    | 20     |
| 3   | 22 | Alex Lowes           | Suzuki       | 23     | +6.394              | 4    | 16     |
| 4   | 33 | Marco Melandri       | Aprilia      | 23     | +11.875             | 3    | 13     |
| 5   | 7  | Chaz Davies          | Ducati       | 23     | +14.514             | 11   | 11     |
| 6   | 65 | Jonathan Rea         | Honda        | 23     | +14.708             | 8    | 10     |
| 7   | 50 | Sylvain Guintoli     | Aprilia      | 23     | +18.483             | 5    | 9      |
| 8   | 91 | Leon Haslam          | Honda        | 23     | +29.295             | 2    | 8      |
| 9   | 24 | Toni Elías           | Aprilia      | 23     | +31.291             | 9    | 7      |
| 10  | 44 | David Salom          | Kawasaki     | 23     | +46.953             | 17   | 6      |
| 11  | 59 | Niccolò Canepa       | Ducati       | 23     | +47.170             | 16   | 5      |
| 12  | 9  | Fabien Foret         | Kawasaki     | 23     | +1:02.583           | 19   | 4      |
| 13  | 21 | Jérémy Guarnoni      | Kawasaki     | 23     | +1:06.195           | 20   | 3      |
| 14  | 21 | Alessandro Andreozzi | Kawasaki     | 23     | +1:11.244           | 15   | 2      |
| 15  | 71 | Claudio Corti        | MV Agusta    | 23     | +1:12.643           | 14   | 1      |
| 16  | 98 | Romain Lanusse       | Kawasaki     | 23     | +1:22.209           | 21   |        |
| 17  | 20 | Aaron Yates          | EBR          | 22     | +1 ronde            | 24   |        |
| 18  | 10 | Imre Tóth            | BMW          | 22     | +1 ronde            | 23   |        |
| 19  | 32 | Sheridan Morais      | Kawasaki     | 21     | +2 ronden           | 22   |        |
| DNF | 34 | Davide Giugliano     | Ducati       | 16     | Schade ongeluk      | 1    |        |
| DNF | 58 | Eugene Laverty       | Suzuki       | 4      | Ongeluk             | 10   |        |
| DNS | 19 | Leon Camier          | BMW          | 0      | Niet gestart        | 18   |        |
| DSQ | 86 | Ayrton Badovini      | Bimota       | 23     | +34.130             | 12   |        |
| DSQ | 2  | Christian Iddon      | Bimota       | 4      | Ongeluk             | 13   |        |
| DNQ | 99 | Geoff May            | EBR          | 0      | Niet gekwalificeerd |      |        |
| DNQ | 56 | Péter Sebestyén      | BMW          | 0      | Niet gekwalificeerd |      |        |
| DNQ | 67 | Bryan Staring        | Kawasaki     | 0      | Niet gekwalificeerd |      |        |

### Race 2
De Bimota-coureurs werden niet opgenomen in de uitslag omdat hun motorfiets niet was gehomologeerd door de FIM.
| Pos | Nr | Rijder               | Constructeur | Rondes | Tijd                | Grid | Punten |
| --- | -- | -------------------- | ------------ | ------ | ------------------- | ---- | ------ |
| 1   | 1  | Tom Sykes            | Kawasaki     | 23     | 34:14.134           | 7    | 25     |
| 2   | 76 | Loris Baz            | Kawasaki     | 23     | +3.678              | 6    | 20     |
| 3   | 50 | Sylvain Guintoli     | Aprilia      | 23     | +7.376              | 5    | 16     |
| 4   | 34 | Davide Giugliano     | Ducati       | 23     | +10.827             | 1    | 13     |
| 5   | 7  | Chaz Davies          | Ducati       | 23     | +15.140             | 11   | 11     |
| 6   | 65 | Jonathan Rea         | Honda        | 23     | +17.975             | 8    | 10     |
| 7   | 91 | Leon Haslam          | Honda        | 23     | +33.737             | 2    | 9      |
| 8   | 24 | Toni Elías           | Aprilia      | 23     | +40.362             | 9    | 8      |
| 9   | 22 | Alex Lowes           | Suzuki       | 23     | +41.465             | 4    | 7      |
| 10  | 44 | David Salom          | Kawasaki     | 23     | +48.929             | 17   | 6      |
| 11  | 59 | Niccolò Canepa       | Ducati       | 23     | +49.229             | 16   | 5      |
| 12  | 71 | Claudio Corti        | MV Agusta    | 23     | +57.984             | 14   | 4      |
| 13  | 58 | Eugene Laverty       | Suzuki       | 23     | +1:00.751           | 10   | 3      |
| 14  | 21 | Jérémy Guarnoni      | Kawasaki     | 23     | +1:01.697           | 20   | 2      |
| 15  | 21 | Alessandro Andreozzi | Kawasaki     | 23     | +1:03.349           | 15   | 1      |
| 16  | 32 | Sheridan Morais      | Kawasaki     | 23     | +1:03.820           | 22   |        |
| 17  | 33 | Marco Melandri       | Aprilia      | 23     | +1:05.485           | 3    |        |
| 18  | 9  | Fabien Foret         | Kawasaki     | 23     | +1:11.049           | 19   |        |
| 19  | 98 | Romain Lanusse       | Kawasaki     | 23     | +1:15.943           | 21   |        |
| 20  | 10 | Imre Tóth            | BMW          | 22     | +1 ronde            | 23   |        |
| DNF | 20 | Aaron Yates          | EBR          | 9      | Ongeluk             | 24   |        |
| DNS | 19 | Leon Camier          | BMW          | 0      | Niet gestart        | 18   |        |
| DSQ | 86 | Ayrton Badovini      | Bimota       | 23     | +40.579             | 12   |        |
| DSQ | 2  | Christian Iddon      | Bimota       | 23     | +47.949             | 13   |        |
| DNQ | 99 | Geoff May            | EBR          | 0      | Niet gekwalificeerd |      |        |
| DNQ | 56 | Péter Sebestyén      | BMW          | 0      | Niet gekwalificeerd |      |        |
| DNQ | 67 | Bryan Staring        | Kawasaki     | 0      | Niet gekwalificeerd |      |        |

## Supersport
| Pos | Nr  | Rijder               | Constructeur | Rondes | Tijd         | Grid | Punten |
| --- | --- | -------------------- | ------------ | ------ | ------------ | ---- | ------ |
| 1   | 60  | Michael van der Mark | Honda        | 20     | 30:47.132    | 1    | 25     |
| 2   | 16  | Jules Cluzel         | MV Agusta    | 20     | +0.114       | 8    | 20     |
| 3   | 88  | Kev Coghlan          | Yamaha       | 20     | +1.266       | 3    | 16     |
| 4   | 54  | Kenan Sofuoğlu       | Kawasaki     | 20     | +1.556       | 2    | 13     |
| 5   | 21  | Florian Marino       | Kawasaki     | 20     | +7.472       | 16   | 11     |
| 6   | 99  | P.J. Jacobsen        | Kawasaki     | 20     | +10.557      | 4    | 10     |
| 7   | 4   | Jack Kennedy         | Honda        | 20     | +13.952      | 18   | 9      |
| 8   | 5   | Roberto Tamburini    | Kawasaki     | 20     | +14.783      | 13   | 8      |
| 9   | 35  | Raffaele De Rosa     | Honda        | 20     | +15.363      | 22   | 7      |
| 10  | 44  | Roberto Rolfo        | Kawasaki     | 20     | +16.585      | 15   | 6      |
| 11  | 24  | Marco Bussolotti     | Honda        | 20     | +22.829      | 5    | 5      |
| 12  | 14  | Ratthapark Wilairot  | Honda        | 20     | +24.005      | 14   | 4      |
| 13  | 84  | Riccardo Russo       | Honda        | 20     | +38.908      | 9    | 3      |
| 14  | 10  | Alessandro Nocco     | Kawasaki     | 20     | +45.198      | 6    | 2      |
| 15  | 65  | Vladimir Leonov      | MV Agusta    | 20     | +46.175      | 11   | 1      |
| 16  | 94  | Sam Hornsey          | Triumph      | 20     | +54.335      | 10   |        |
| 17  | 9   | Tony Coveña          | Kawasaki     | 20     | +59.218      | 21   |        |
| 18  | 89  | Fraser Rogers        | Honda        | 20     | +1:08.703    | 19   |        |
| 19  | 11  | Christian Gamarino   | Kawasaki     | 20     | +1:11.424    | 12   |        |
| 20  | 161 | Alexey Ivanov        | Yamaha       | 19     | +1 ronde     | 20   |        |
| DNF | 26  | Lorenzo Zanetti      | Honda        | 14     | Uitgevallen  | 7    |        |
| DNF | 61  | Fabio Menghi         | Yamaha       | 11     | Uitgevallen  | 23   |        |
| DNF | 19  | Kevin Wahr           | Yamaha       | 6      | Ongeluk      | 17   |        |
| DNS | 7   | Nacho Calero         | Honda        | 0      | Niet gestart | 24   |        |

## Tussenstanden na wedstrijd

### Superbike
| Pos | Nr | Rijder           | Team     | Punten |
| --- | -- | ---------------- | -------- | ------ |
| 1   | 1  | Tom Sykes        | Kawasaki | 185    |
| 2   | 65 | Jonathan Rea     | Honda    | 159    |
| 3   | 76 | Loris Baz        | Kawasaki | 159    |
| 4   | 50 | Sylvain Guintoli | Aprilia  | 148    |
| 5   | 7  | Chaz Davies      | Ducati   | 109    |

### Supersport
| Pos | Nr | Rijder               | Team      | Punten |
| --- | -- | -------------------- | --------- | ------ |
| 1   | 60 | Michael van der Mark | Honda     | 90     |
| 2   | 21 | Florian Marino       | Kawasaki  | 76     |
| 3   | 16 | Jules Cluzel         | MV Agusta | 62     |
| 4   | 88 | Kev Coghlan          | Yamaha    | 60     |
| 5   | 26 | Lorenzo Zanetti      | Honda     | 49     |

1988 · 1989 · 1990 · 1991 · 1992 · 1993 · 1994 (I) · 1994 (II) · 1995 · 1996 · 1997 · 1998 · 1999 · 2000 · 2001 · 2007 · 2008 · 2009 · 2011 · 2012 · 2013 · 2014 · 2015 · 2016 · 2017 · 2018 · 2019 · 2021 · 2022 · 2023 · 2024 · 2025